# Polli (azienda)
La Società F.lli Polli spa, nota più semplicemente come Polli, è una azienda agroalimentare italiana produttrice di sottoli, sottaceti e pesto.
Nel novembre 2018 entra in Elite, la piattaforma che fa capo a Borsa Italiana e London Stock Exchange.

## Storia
L'azienda nasce nel 1872 a Milano da Fausto Polli che, con l'aiuto dei figli, fonda un negozio di gastronomia in via Broletto. A cavallo tra il 1800 e il 1900, l'azienda si focalizza sulla vendita di baccalà importato dal Nord Europa. Poi, negli anni antecedenti alla prima guerra mondiale, Giuseppe, Luigi ed Ernesto Polli decidono di dare alla piccola azienda un sistema più industriale, focalizzando le vendite sulle conserve di pomodoro, acquisendo anche alcuni stabilimenti nell'area di Parma.
Dopo la guerra, il principe Borghese propone a Giuseppe Polli di rilevare il proprio opificio a Monsummano Terme, in Toscana, precedentemente dedito alla produzione di carne in scatola per le forze armate. Col tempo, l'azienda trasferisce il proprio centro proprio presso questo stabilimento toscano.
Negli anni cinquanta la nuova generazione Polli si scontra con la concorrenza proveniente dalle imprese meridionali nel mercato delle conserve. Viene perciò deciso un cambiamento rilevante: la vendita di conserve di pomodoro è abbandonata a favore di quelle di vegetali, sottaceti e sottoli. In quel periodo iniziano anche le prime esportazioni oltreoceano.
Sul finire degli anni sessanta l'azienda supera per la prima volta il miliardo di lire di fatturato, e decide, a partire dal decennio successivo, di focalizzarsi sulla vendita nel settore della grande distribuzione. Verso il finire degli anni ottanta, il fatturato tocca i settanta miliardi. Negli anni novanta l'azienda subisce una flessione, e diversifica nuovamente la gamma dei prodotti puntando in particolare sul pesto.
All'inizio del 2019 cambio alla guida dell'azienda, da tre anni affidata ad elementi esterni alla famiglia Polli: lascia Francesco Cané, ex top manager della Rana, entra Marco Fraccaroli, ex Granarolo. In azienda lavorano già esponenti della sesta generazione Polli: Manuela Polli (strategia e sviluppo), la sorella Claudia (settore commerciale), la cugina Margherita.
Nel marzo 2019 Polli acquisisce dal concordato per 13 milioni la società Valbona di Lozzo Atestino (Padova), produttrice di pesto con un fatturato di una trentina di milioni.

## Produzione
La società produce sughi pronti, salse, conserve di verdura, olive, sottoaceti e sottolii, condimenti e altri prodotti alimentari. Esporta in circa 30 paesi, con altrettanti marchi. Dispone di quattro stabilimenti tra Spagna e Italia.